# Râul Cetățuia, Crasna
Râul Cetățuia este un curs de apă, afluent al râului Crasna. 